# Лазар Удовички
Лазар Удовички (Будимпешта, 22. март 1915 — Београд, 9. децембар 1997) био је учесник Шпанског грађанског рата и Другог светског рата и друштвено-политички радник СФР Југославије и СР Србије.

## Биографија
Рођен је 22. марта 1915. године у Будимпешти. Студирао је на Факултету пољопривредног и шумарског инжењерства Чешког техничког универзитета у Прагу. Члан Комунистичке партије Југославије (КПЈ) постао је 1935. године.
Заједно са групом југословенских студената, међу којима су били: Вукашин Радуновић, Ратко Павловић Ћићко, Бранко Крсмановић, Вељко Влаховић, Иво Вејвода, Мирко Ковачевић, Марко Спахић, Иван Турк, Лазар Латиновић, Ахмет Фетахагић и други, јануара 1937. године, отишао је у Шпанију, где се у редовима Интернационалних бригада борио за одбрану Шпанске републике и против фашизма.
Фебруара 1939. године, после пада Барселоне и пораза Шпанске републике, заједно са другим борцима Интернационалних бригада, одлази у Француску. У Француској се све до 1941. године налазио у концентрационим логорима Сен Сипријен и Гирс, где су били заточени борци Интернационалних бригада, а потом се прикључује Француском покрету отпора. Године 1943. је заробљен и до краја рата се налазио у у затворима по Француској и Немачкој.
После завршетка Другог светског рата вратио се у Југославију и најпре радио у Контролној комисији Аутономне Покрајине Војводине, а затим је био генерални секретар Владе Народне Републике Србије. Потом је прешао у дипломатску службу и радио као саветник Посланства ФНРЈ у Буенос Ајресу, генерални конзул ФНРЈ у Милану, саветник Амбасаде ФНРЈ у Бразилу, отправник послова Амбасаде ФНРЈ у Венецуели и амбасадор СФРЈ у Уругвају. Био је и Републички секретар за информације.
Женио се два пута. Из првог брака има ћерку и сина. У другом браку са супругом Нином, која је била Боливијка, имао је четири ћерке — Ану, која је балерина, Кори, која је економиста, Ленку, која је позоришни редитељ и Лидију, која је адвокат. Ћерке Ленка и Кори су познате јавности. Ленка као позоришни редитељ и супруга глумца Радета Шербеџије, а Кори као министар рударства и енергетике у Влади Зорана Ђинђића, гувернер Народне банке Србије (НБС) и министар државне управе и локалне самоуправе у Влади Александра Вучића.
Неколико година пред смрт написао је књигу сећања „Шпанија моје младости”. Преминуо је 9. децембра 1997. године у Београду и сахрањен је у Алеји заслужних грађана на Новом гробљу у Београду.
Носилац је већег броја страних и југословенских одликовања, међу којима су Орден заслуга за народ са сребрним зрацима и Орден братства и јединства са сребрним венцем.